# Odisea Burbujas
Odisea Burbujas és una sèrie de televisió mexicana dirigida al públic infantil, creada per Silvia Roche i dirigida per Enrique Segoviano. Va ser produïda i emesa originalment pel Canal de las Estrellas de la televisió mexicana entre 1979 i 1984 i transmesa amb nous actors i personatges el 26 d'octubre de 2003.
Originalment era un programa de ràdio que es transmetia en l'estació XEW-AM cada dissabte amb durada de quatre hores. El primer episodi per ràdio va ser el 6 de gener de 1979 i aquestes transmissions van continuar aproximadament durant de cinc anys.
El diumenge 22 de juliol de 1979 va marcar el debut del programa en televisió a través del Canal 2 de Televisa. Des de llavors, es va transmetre de forma ininterrompuda fins a 1984.
La sèrie, de capítols unitaris, compte les aventures del Professor A.G. Memelovsky i les seves antropomòrfiques creacions: Patas Verdes, Mimoso Ratón, Mafafa Musguito i Pistachón Zig-Zag. Junts, viatgen a través de l'espai i del temps, coneixent i explorant l'univers, alhora que intenten lliurar-lo de les amenaces de l'Ecoloco, un vilà l'especialitat del qual i únic objectiu és la contaminació del medi ambient, el lema del qual era “Mugre, Basura y Smog”.
L'any de 2003 es van realitzar 26 capítols d'una nova emissió de Burbujas i es va transmetre pel canal 2 de Televisa repetint-se la sèrie completa en dues ocasions mes pel mateix canal
“Burbujas” és un concepte de diversió i entreteniment infantil (i familiar) amb projecció internacional, els personatges de la qual, contingut i objectius fan possible que s'obri un ventall de múltiples alternatives de difusió i comercialització a través de programes, productes i esdeveniments en viu.
La sèrie, de gran popularitat a diversos països d'Amèrica Llatina, també ha editat cinc discos amb les seves cançons, a més de revistes de historietes.
L'1 de febrer de 2018, Canal Once va anunciar el va tornar de la sèrie televisiva sota el nom "Planeta Burbujas".

## Actors - Repartiment
| Personatge               | Versions                                                                                  |  |
| ------------------------ | ----------------------------------------------------------------------------------------- |  |
| Profesor A.G. Memelovsky | Ramón López Carrasco - Mario Alberto León                                                 |  |
| Patas Verdes             | Rodrigo de la Mora - Edy López                                                            |  |
| Mimoso Ratón             | Arturo Rogel – Claudia Ivette Castañeda - Brenda Morelos - Nelly Zurita                   |  |
| Mafafa Musguito          | Aurora Alvarado - Paty Acevedo                                                            |  |
| Pistachón Zig-Zag        | Arturo Morelos Laphan                                                                     |  |
| El Ecoloco               | Humberto Espinosa Magaña                                                                  |  |
| Don Mugrovich            | Ricardo de Pascual                                                                        |  |
| Patán Pillovich          | Alvaro Carcaño                                                                            |  |
| Tirolón Mandamás         | Armando Pascual                                                                           |  |
| Peter Punk               | Carlos Ignacio                                                                            |  |
| Socapa                   | Armando Pascual 5 episodis, Carlos Ignacio 1 episodi                                      |  |
| Jefe Maxi Smog           | No hi ha Actor ja que sempre s'amagava sota una caputxa,s la veu és de Rodrigo de la Mora |  |

## Música
Totes les cançons van ser compostes per Silvia Roche i la majoria musicalitzades per Juan García Esquivel, Hardy Haberman i Nacho Méndez.

### Discografia oficial
- 1979: Burbujas
- 1980: Disco Aventura (Odisea Burbujas)
- 1981: ¡Vamos al Circo!
- 1982: Canta y Baila con Mimoso Ratón
- 1982: Burburock
- 1988: Burbujas (Grándes Éxitos)
- 1997: Burburock (Reedición)
- 2003: Bur Burbujas (CD&DVD)MP